# امید کردستانی
امید کردستانی بیزنس‌من ایرانی-آمریکایی است. او پیشتر نایب رئیس ارشد و مدیر ارشد کسب‌وکار (سی‌بی‌ئو) در گوگل و مدیر غیر اجرایی وودافون، و از سال ۲۰۱۵ تا ۲۰۲۰ رئیس اجرایی هیئت مدیره توییتر بود و از سال ۲۰۲۲ به‌عنوان رئیس هیئت مدیره شرکت پیرسون فعالیت می‌کند.

## پیشینه
امید کردستانی در شهر تهران به دنیا آمد و در همین شهر به مدرسه رفت.
کردستانی که در تهران به یک مدرسه کاتولیک ایتالیایی می‌رفت در سن چهارده سالگی، پس از مرگ پدرش به کالیفرنیا رفته است.
او مدرک کارشناسی مهندسی برق خود را در سال ۱۹۸۴ از دانشگاه ایالتی سن خوزه گرفته است. وی همچنین در سال ۱۹۹۱ مدرک ام‌بی‌ای را از دانشگاه استنفورد گرفت.

## زندگی حرفه‌ای
او دارای سابقه‌ای بیش از ۱۲ سال در زمینه فناوری سطح بالا در شرکت‌های پیشروی اینترنتی مانند نت‌اسکیپ است. او همچنین نائب‌رئیس بخش توسعهٔ کسب و کار و فروش در این شرکت بود و توانست بازده مالی وبگاه نت‌اسکیپ را در عرض ۱۸ ماه از ۸۸ میلیون دلار در سال به بیش از ۲۰۰ میلیون دلار در سال برساند. او کارش را در نت‌اسکیپ در بخش فروش اُئی‌ام (OEM) آغاز کرد و در طی دورهٔ چهار ساله که در آن شرکت حضور داشت، مسئولیت برقراری ارتباطات تجاری با شرکت‌هایی چون ای‌بِی، سیتی‌بانک، آمریکن‌آن‌لاین، آمازون، تراولاسیتی، اینتل و اکسایت را برعهده گرفته بود. کردستانی پیش از آغاز کار در نت‌اسکیپ در بخش‌هایی چون بازاریابی، مدیریت محصول و توسعهٔ کسب و کار در شرکت‌هایی چون 3DO, Go و هیولت پکرد فعالیت می‌کرده است.

### گوگل
کردستانی یازدهمین کارمند و اولین مدیر کسب‌وکاری بود که گوگل استخدام کرد. کردستانی در گوگل به مؤسس کسب و کار در این شرکت مشهور بود و بانی سرویس پولساز ادوردز آن بوده است. کردستانی در سال ۲۰۰۶ خرید یوتیوب توسط گوگل را رهبری کرد.
مجله تایم در سال ۲۰۰۶ امید کردستانی را در فهرست صد نفری که دنیای ما را شکل دیگری بخشیده‌اند قرار داد. به‌علاوه او در جشنواره ایرانیان آمریکا در سال ۲۰۰۷ به عنوان «ایرانی سال» برگزیده شد. کردستانی یکی از بنیان‌گذاران بنیاد خیریه پارسی است که علاوه بر دست‌گیری از دانشجویان ایرانی، در راه‌اندازی شرکت‌ها و به ثمر رسیدن ایده‌های کارآفرین‌های ایرانی هم کمک می‌کند.
کردستانی در سال ۲۰۰۹ که نایب رئیس ارشد فروش جهانی گوگل بود، این شرکت را ترک کرد. او در سال ۲۰۱۴ با عنوان مدیر ارشد کسب و کار به این شرکت بازگشت. حقوق، پاداش و مزایای سال اول او بالغ بر ۱۲۳ میلیون دلار بود. بازگشت کردستانی به گوگل در دره سیلیکون به‌طور گسترده به عنوان یکی از اقدامات مثبت گوگل تحسین شد. سایت Re/code کردستانی را «روح گوگل» خواند. در یک سال پس از استخدام کردستانی سهام گوگل ۳۰ درصد رشد کرد.

### توئیتر
جک دورسی مدیرعامل ارشد اجرایی توییتر که با مشکل کسب درآمد و کاربر مواجه بود، در سال ۲۰۱۵ کردستانی را به عنوان رئیس اجرایی هیئت مدیره این شرکت استخدام کرد. حقوق سالیانه کردستانی در این مقام ۵۰۰۰۰ دلار بود و شرکت به او ۸۰۰ هزار سهم خود ظرف چهار سال و ۴۰۰ هزار سهم دیگر در صورت رسیدن شرکت به اهداف مالی خود را نیز داده بود. او در توئیتر به همراه همکارانش برای دفاع و حفظ آزادی‌های مدنی پول جمع‌آوری کرد و به گروه‌های حامی آزادی‌های مدنی کمک کرد. به اعتقاد کردستانی دردناک‌ترین توئیت‌های سیاسی، چه دوست شان داشته باشیم چه نه، جای خود را در این سایت دارند. کردستانی گفته در این مقام مستقیماً با مدیران توئیتر برای هدایت آینده این شرکت در تماس بوده و نقشش این است که به تصمیم‌های سخت و دیگر فرایندها مشاوره ارائه دهد. کردستانی بر هیئت مدیره نظارت می‌کرد و هر روزه در این مقام درگیر امور این شرکت بود تا این که در سال ۲۰۲۰، پتریک پیچت به عنوان رئیس هیئت مدیره جایگزین او شد ولی کردستانی تا زمان انحلال هیئت مدیره ۱۱ نفره این شرکت به عنوان یکی از اعضای آن باقی ماند.
در سال ۲۰۲۱، کردستانی به عنوان رئیس هیئت مدیره شرکت انتشاراتی آموزشی پیرسون تعیین شد.

## زندگی شخصی
کردستانی در سال ۱۹۹۱ با بیتا دریاباری ازدواج کرد. کردستانی در دهه ۲۰۰۰ عاشق همکارش جیزل کردستانی (در آن زمان هیسکاک) شد و در سال ۲۰۰۸ با او به لندن نقل مکان کرد. هیسکاک که از مؤسسان سایت Crowdpac است، از والدینی انگلیسی در فرانسه متولد و در آنجا بزرگ شده است. کردستانی در همان سال دریاباری را طلاق داد. در نتیجه دریاباری بخش بزرگی از سهام کردستانی در گوگل را به دست آورد. کردستانی یک پسر و یک دختر به نام‌های میلان و میشا از زن اول و دو فرزند از زن دوم خود دارد.
کردستانی و همسرش حداکثر کمک مالی مجاز برای افراد را به کمپین کاملا هریس برای کسب نامزدی حزب دموکرات در انتخابات ریاست جمهوری ۲۰۲۰ اهدا کردند.

## ثروت
کردستانی بخش اعظم ثروتش را در عرضه اولیه سهام گوگل به دست آورد. ثروت او که در سال ۲۰۰۸ پیش از طلاق از زن اولش ۲٫۲ میلیارد دلار تخمین زده شده بود، در سال ۲۰۰۹ از سوی فوربز ۱٫۴ میلیارد دلار تخمین زده شد. ثروت او پس از این جدایی به ۵۰۰ میلیون دلار کاهش یافت. ماهنامه فوربز وی را به عنوان دومین ثروتمند ایرانی در جهان معرفی می‌کند. پس از جدایی او از دریاباری، مالکیت کامل عمارت این دو با مساحت ۵ جریب فرنگی که اکنون از پرارزش‌ترین املاک در اترتون محسوب می‌شود، به دریاباری واگذار شد.